# Сопель Ігор Михайлович
Ігор Михайлович Сопель (нар. 16 вересня 1974, Хоростків, Тернопільська обл., УРСР) — український громадсько-політичний діяч, інженер, підприємець. Голова Тернопільської ОДА (2019—2020). Заступник голови Тернопільської обласної ради з листопада 2020 року.

## Життєпис
Ігор Сопель народився 16 вересня 1974 року в місті Хоростків Тернопільської області.
Закінчив Хоростківську школу № 1; Тернопільський технічний університет. Здобув кваліфікацію «Інженер-механік».
З 1991 року працював слюсарем КВПіА та інженером ТЕЦ Хоростківського цукрового заводу.
У 2003 році розпочав підприємницьку діяльність.
З 2010 року — керівник Хоростківського регіонального структурного підрозділу ТОВ «Агробізнес».

### Громадсько-політична діяльність
У 2010—2015 роках — депутат Хоростківської міської ради.
Голова Тернопільської ОДА з 31 жовтня 2019 по 18 березня 2020 року. Причиною відставки з посади стало погане інформування місцевого населення щодо епідеміологічної ситуації під час обговорення евакуації українців з китайського міста Ухань, де почався спалах коронавірусу.
Кандидат у народні депутати від партії «Слуга Народу» на парламентських виборах 2019 року (виборчий округ № 166).
З 2019 по 2020 роки — голова Тернопільської ОДА, до Ради не пройшов. На час виборів: керівник Хоростківського регіонального структурного підрозділу ТОВ «Агробізнес», безпартійний.
З листопада 2020 року — заступник голови Тернопільської обласної ради.
Депутат Тернопільської обласної ради від партії «Слуга Народу».

## Родина
Одружений, батько двох дітей.

## Соцмережі
- Сопель Ігор Михайлович у соцмережі «Facebook»
- Сопель Ігор Михайлович у месенджері «Telegram»
- Сопель Ігор Михайлович  у соцмережі «Instagram»